# Jean-Baptiste Delarbre
Pour les articles homonymes, voir Delarbre.
Jean-Baptiste Delarbre est un homme politique français né le 12 novembre 1801 à Paris et décédé le 25 août 1879 à Donnemarie (Haute-Marne).
Maitre de forges, il est député de la Haute-Marne de 1848 à 1849, siégeant à droite avec les conservateurs.

## Sources
- « Jean-Baptiste Delarbre », dans Adolphe Robert et Gaston Cougny, Dictionnaire des parlementaires français, Edgar Bourloton, 1889-1891 [détail de l’édition]